# Footwork Arrows
Footwork fou una escuderia de Fórmula 1 que va disputar el campionat del món de F1.
Wataru Ohashi va comprar a la fi de la temporada 1990 la part majoritària d'Arrows i li va canviar el nom pel de Footwork. L'escuderia va ser venuda el 1996 a Tom Walkinshaw que la va tornar a anomenar Arrows.

## A la F1
- Debut: Gran Premi dels Estats Units del 1991
- Curses disputades: 97
- Victòries: 0 (1 cop 3r. com a millor resultat)
- Pole positions: 0
- Voltes Ràpides: 0
- Punts aconseguits al Camp. Mundial: 25
- Ultima cursa disputada: Gran Premi del Japó del 1996